# IC 3131
IC 3131 је лентикуларна галаксија у сазвјежђу Дјевица која се налази на листи објеката дубоког неба у Индекс каталогу.
Деклинација објекта је + 7° 51' 41" а ректасцензија 12h 18m 50,8s. Привидна величина (магнитуда) објекта IC 3131 износи 13,8 а фотографска магнитуда 14,7. IC 3131 је још познат и под ознакама IC 3132, MCG 1-31-46, CGCG 42-3, VCC 308, PGC 39583.